# つみきみほ
つみき みほ（1971年4月13日 - ）は、日本の女優である。千葉県市川市出身。東京都立代々木高等学校卒業。所属事務所は有限会社マッシュ。

## 来歴
中学校在学中の1985年（昭和60年）に、オーディション『The Audition '85 -吉川晃司主演映画 第3弾ヒロイン募集』で10万人の中からグランプリに選出され、1986年4月に映画 『テイク・イット・イージー』でデビューした。その後も女優として、映画、テレビドラマのほか、舞台でも活躍している。
1988年公開の映画『花のあすか組!』では主演のあすかを演じた。1990年公開の映画『櫻の園』で毎日映画コンクール女優助演賞を受賞した。
1993年にはNHKの連続テレビ小説『かりん』で、主人公の親友・本間あかり役を演じた
1996年に結婚し、家事や子育てのためしばらく女優業を休んでいたが、2017年には映画『話す犬を、放す』で26年ぶりに主演を演じた。
芸能事務所は渡辺プロダクションに所属したのちに、セブンスエンタープライズ、クロスロードを経て、有限会社マッシュへ移籍した。

## 人物
1996年（平成8年）4月14日に舞台俳優の森博之と結婚し、5月22日に生放送番組『笑っていいとも!』の「テレフォンショッキング」にゲスト出演した際に、司会のタモリに語る形で公表した。つみきが森の両親に「息子さんを下さい」とプロポーズした。2児の母親で、夫の仕事に伴い石川県に居住していたが娘の独立を機に単身上京し、2019年に離婚した。
小説家の早見慎司は、著書『少女ヒーロー読本』で「最強のジャンル女優つみきみほ」の一章を割いてつみきについて論じ、デビュー以前から彼女をイメージした『夏街道』などの小説「水淵季里」シリーズを書き続け、小説家を志すきっかけになるなどの影響を受けた。

## 出演

### 映画
- テイク・イット・イージー（1986年） - 草野つみき / 日野かえで 役
- 精霊のささやき（1987年） - 主演・みほ 役
- 花のあすか組!（1988年） - 主演・あすか 役
- べっぴんの町（1989年） - 富沢令子 役
- オクトパスアーミー シブヤで会いたい（1990年） - 洋子 役
- 櫻の園（1990年、中原俊監督） - 杉山紀子 役
- TVO 恋愛犯罪映画（1991年） - 主演・雪村五月 役
- MISTY（1991年） - 大森綾子 役
- ふざけろ!（1991年） - 藍染よし子 役
- 新・同棲時代（1991年） - 森野まひる 役
- 新唐獅子株式会社（1999） - 荒川蘭子 役
- ボクの、おじさん〈THE CROSSING〉（2000年） - 牧原凛 役
- コンセント CONCENT（2001年） - 律子 役
- 海は見ていた（2002年） - お吉 役
- 蛇イチゴ（2003年、西川美和監督） - 明智倫子 役
- せかいのおわり world's end girl friend（2004年）
- 風音（2004年） - 島崎和江 役
- ランウェイ☆ビート（2011年）
- UTAGE（2012年2月26日公開、やましたつぼみ監督）
- くろねこルーシー（2012年10月6日公開、亀井亨監督）
- Another（2012年） - 見崎霧果 役
- R-18文学賞vol.1 自縄自縛の私（2013年2月2日公開、竹中直人監督）
- ちはやふる -下の句-（2016年） - 綿谷麻里 役
- 話す犬を、放す（2017年） - 主演・下村レイコ 役
- ルームロンダリング（2018年）
- まく子（2019年） - コズエのオカアサン 役
- みとりし（2019年）
- 明日、キミのいない世界で（2020年）

### テレビドラマ
- 恋はハイホー!（1987年、日本テレビ） - 古谷美保 役
- 花のあすか組! 第13話「時をかけるアスカ」（1988年、フジテレビ） - あすかの孫・アスカ 役
- ボクの乙女ちっく殺人事件（1988年、TBS）
- 東芝日曜劇場「伝言」（1988年、毎日放送、中部日本放送、北海道放送、RKB毎日放送）[7]
- 時間ですよ 平成元年（1989年、TBS）
- わたしは武蔵（1989年、中部日本放送）
- 火曜スーパーワイド「マイ・アンフェア・レディ!? 百億円の女相続人」（1989年、テレビ朝日）
- 家族の幻影（1990年、毎日放送）
- 六甲愛物語（1990年、毎日放送）
- 水曜グランドロマン「小春日和」（1990年、日本テレビ）
- 世にも奇妙な物語「離れません」（1991年、フジテレビ） - 山口智恵
- 季節はずれの海岸物語'91冬「想い出は美しすぎて」（1991年、フジテレビ）
- 金曜ドラマシアター「昭和の説教強盗」（1991年、フジテレビ）
- 離婚仕掛け人が走る!（1991年、日本テレビ）
- 鎌倉恋愛委員会 第11話（TBS）
- 愛はどうだ（1992年、TBS） - 三崎かなえ 役
- 大人は判ってくれない 「1992年のバタフライ」（1992年、フジテレビ）
- 木曜ゴールデンドラマ「教祖裕子の憂うつ」（1992年、読売テレビ）
- 柴門ふみセレクション「コップの中のわずかな反乱'92」（1992年12月21日、テレビ朝日）
- いつか好きだと言って（1993年、TBS） - 中沢岬 役
- 連続テレビ小説 かりん（1993年、NHK総合） - 本間（田上）あかり 役
- 泣きたい夜もある 第6回「パパへのレッスン」（1993年、毎日放送 / 東宝芸能） - 真澄 役
- 包丁いっぽん（1993年、NHK総合）
- 想い出（1993年、テレビ朝日）
- 土曜ワイド劇場「廻る殺人」（1994年、テレビ朝日）
- 江戸の用心棒・第1シリーズ、第27話「春一番!江戸っ子娘」+第28話「男芸者が命を賭けた!」（1995年、日本テレビ） - お春 役
- 海鳴りやまず 八丈鬼火島（1995年、朝日放送）
- 輝け隣太郎（1995年、TBS） - 杉本みちる 役
- 私は女引越し屋シリーズ（1996年・1998年・2000年、テレビ東京）
- 賢治のほほえみ 第3回「森を探しに」（1996年、NHK総合） - 明子 役
- 札幌・増毛・冬物語（1998年、北海道放送）
- コンセント（2001年、BS-i）
- 焼け跡のホームランボール（2002年、NHK総合）
- 子連れ狼 第8話「陰謀の炎!一刀を死罪に処す!」（2002年、テレビ朝日 / 東映） - ぬい 役
- 御宿かわせみ（2003年、NHK総合）
- 金曜エンタテイメント「日向夢子調停委員事件簿2」（2004年3月12日、フジテレビ） - 日向絹江 役
- 日本人の知らない日本語 第9話（2010年、読売テレビ） - 香 役
- 相棒 Season 9 第15話「もがり笛」（2011年2月16日、テレビ朝日 / 東映） - 井上洋子 役
- 仮面ライダーオーズ/OOO 第39話、第40話（2011年、テレビ朝日 / 東映） - 下田智子 役
- 北海道放送開局60周年記念連続ドラマ「スープカレー」（2012年、北海道放送・TBS） - 浦田由美 役
- 新・おみやさん 第3話（2012年5月3日、テレビ朝日 / 東映） - 根岸由美子 役
- 佐藤家の朝食、鈴木家の夕食（2013年1月28日、BSジャパン） - 平田彩 役
- 深夜食堂3 第8話「きんぴらごぼう」（2014年12月10日、毎日放送） - 市川千鶴 役
- 水曜ミステリー9「検事・沢木正夫2」（2014年12月24日、テレビ東京） - 水田加奈子 役
- デザイナーベイビー（2015年9月 - 11月、NHK総合） - 関本レイ 役

### その他の番組
- ニュースバスターズ（1988年、フジテレビ） - キャスター
- 今夜は最高!（1988年12月10日・17日、日本テレビ） - ゲスト坂田明、野田秀樹のパートナーとして出演
- 三宅裕司のいかすバンド天国（1989年、TBS） - ゲスト審査員として4度出演
- 青春トーク&トーク（1990年 - 1992年、NHK教育） - 司会
- 加トちゃんケンちゃんごきげんテレビ（1991年、TBS）- 同番組内のコントコーナー、『探偵物語』に上京してきた家出少女役でゲスト出演
- 第44回NHK紅白歌合戦（1993年、NHK総合・ラジオ第1） - ゲスト審査員
- おさるのジョージ（NHK教育） - マーガレットおばさん（声）
- 虎乃門（2002年5月10日、テレビ朝日） - 司会[8]
- 笑っていいとも!「テレフォンショッキング」（2002年7月26日、フジテレビ）[8]
- 奇跡体験!アンビリバボー（2022年6月30日、フジテレビ）「爆笑&ハッピー! 愛と絆のファミリーSP!」- 再現VTR

### 舞台
- 「○×式ゴドーを待ちながら」「木野花演出（1990年）
- 松竹音楽劇「火の鳥」（1994年）
- 「夏の夜の夢」（蜷川幸雄演出、1994年 - 1996年）
- サードステージプロデュース「トランス（Performance vol.2）」（1996年） - 紅谷礼子 役
- 地人会「ガラスの動物園」（栗山民也演出、1999年）
- 「エジソン郡の橋〜天才発明家裏伝説」（遠藤環演出、2002年）
- 「溺れた世界」（ゲイリー・オーウェン (Gary Owen (playwright)) 作 / 白井晃演出、2004年）

### CM
- カゴメ レンジランチョン（1986年）
- カネテツデリカフーズ（1986年 - 1990年）※ この間、無添加ちくわ、フレッシュサラダ、おでん種、たべっきりおでん、好吃（ハオチー）など様々なCMに出演。
- 花王 ソフィーナ（1987年 - 1989年）※ 安田成美・高橋惠子と共演。
- サントリー ワイン マドンナ（1993年 - 1995年）
- P&G モノゲンユニ（1993年 - 1996年）

### MV
- 乃木坂46「あの日 僕は咄嗟に嘘をついた」（2014年）

## 音楽作品
- 発売元は全てポニーキャニオンより発売。

### シングル
|     | 発売日         | タイトル     | 収録曲 | 備考                                                                                    |
| --- | -------------- | ------------ | --- | --------------------------------------------------------------------------------------- |
| 1st | 1987年6月21日  | 森へ帰ろう   | 1. 森へ帰ろう - 作詞・作曲：山口美央子／編曲：松本晃彦 2. CASTLE ON A CLOUD - 作詞：Herbert Kretzmer／作曲：Claude-Michel Schonberg／編曲：松本晃彦 | ※「CASTLE ON A CLOUD」はミュージカル『レ・ミゼラブル』より。                            |
| 2nd | 1987年10月21日 | 少年         | 1. 少年 - 作詞：森本抄夜子／作曲：八田雅弘／編曲：清水信之 2. ＃ - 作詞：播摩祐子／作曲：山本寛太郎／編曲：清水信之                                 |                                                                                         |
| 3rd | 1988年7月21日  | 時代よ変われ | 1. 時代よ変われ 2. サヨナラのあくる日 - 両曲共、作詞：松本隆／作曲：細野晴臣／編曲：清水信之                                                        | ※「時代よ変われ」はコンピレーション・アルバム『イエローマジック歌謡曲』にも収録された。 |
| 4th | 1989年5月21日  | 君はララバイ | 1. 君はララバイ - 作詞：森本抄夜子／作曲：八田雅弘／編曲：清水信之 2. 星の人 - 作詞・作曲：中川進／編曲：松本晃彦                                   | ※「星の人」はアルバム『つみきみほ』からのリカット。                                     |

### その他
1989年に渋谷TAKE OFF 7他で行われたライブにて「風をあつめて」（はっぴいえんど）、「電気とミント」（PSY・S）のカバー、つみきみほ自身の作詞によるオリジナル楽曲5曲（「悲しみのビーズ」「金髪男の話」他タイトル不明）が披露されたが現在これらの楽曲は未発売である。